# Xbox Live Arcade
Xbox Live Arcade is een online dienst van Microsoft voor de distributie van computerspellen voor de Xbox en Xbox 360. De dienst werd gelanceerd op 3 november 2004 voor de Xbox en op 22 november 2005 voor de Xbox 360. 